# Атака (футбольний клуб)
Футбольний клуб «Атака» (біл. Футбольны клуб «Атака» Мінск) — колишній білоруський футбольний клуб з Мінська, що існував у 1986—1998. У 1995—1997 роках виступав у Вищій лізі. Домашні матчі приймав на стадіоні «Трактор», місткістю 17 600 глядачів.

## Історія
Заснований у 1986 році. У 1992 році дебютував у Третій лізі. За три роки вийшов спочатку до Другої, а згодом до Першої ліги.
Після сезону 1998 року припинив існування. Друга команда, яка раніше називалася «Атака-Аура-д» та «Атака-407», продовжувала виступати ще рік під назвою «Атака-Спорт», після чого також припинила виступи.

## Назви
- 1986—1993: «Атака-407»;
- 1993—1996: «Атака-Аура»;
- 1997: «Атака».

## Найвищі досягнення
- Перша ліга
  - 4-те місце: 1995
- Кубок Білорусі
  - Півфіналіст: 1995/96.